# Алексеев, Модест Алексеевич
Моде́ст Алексе́евич Алексе́ев (9 [22] июня 1915 — 16 марта 1980) — советский офицер, участник Великой Отечественной войны, командир батальона 1008-го стрелкового полка 266-й стрелковой дивизии 26-го гвардейского стрелкового корпуса 5-й ударной армии 1-го Белорусского фронта, Герой Советского Союза (31.05.1945), майор.

## Биография
Родился 22 июня 1915 года в деревне Подвязье (ныне — в Островском районе, Псковская область) в русской крестьянской семье. В 1928 году переехал в город Псков, где окончил неполную среднюю школу и двухгодичную школу кооперативного ученичества. По окончании учебы работал председателем райпотребсоюза. В 1935 году в числе вместе с другими специалистами направлен на Дальний Восток для организации кооперации в этом регионе.
В сентябре 1937 года был призван на Тихоокеанский флот Владивостокским горвоенкоматом. Окончил школу младших командиров, а затем — краткосрочные курсы младших лейтенантов. С 1939 по 1941 год служил на Тихоокеанском флоте в 140-м полку береговой обороны. С лета 1941 года служил командиром стрелковой роты сначала во 2-й стрелковой бригаде, а затем в 98-й стрелковой дивизии 1-й армии Дальневосточного фронта.
В действующей армии с августа 1942 года. Воевал командиром стрелковой роты, батальона на Сталинградском, Юго-Западном, 3-м Украинском, 1-м Белорусском фронтах. В боях был 5 раз ранен и контужен.
Участвовал в оборонительных боях под Сталинградом и Котельниково — в 1942 году; в Харьковской наступательной операции «Звезда», в боях за город Запорожье — в 1943; в Одесской, Ясско-Кишинёвской (20 — 29 августа) операциях — в 1944; в Варшавско-Познанской (14 января — 3 февраля) и Берлинской (16 апреля — 8 мая) стратегической наступательных операциях — в 1945. Освобождал территории Украины, Молдавии, Польши. Майор М. А. Алексеев особо отличился в Берлинской операции.
17 апреля 1945 года батальон Алексеева после артиллерийской подготовки форсировал реку Альте-Одер и овладел плацдармом в районе населённого пункта Ной-Харденберг (земля Бранденбург, район Меркиш-Одерланд, Германия), чем содействовал выполнению задачи полка. 19 апреля 1945 года, умело использовав приданные средства усиления, предпринял атаку населённого пункта Грунов, овладел им и, стремительно продвигаясь вперёд, 21 апреля прорвал оборону врага в пригороде Берлина — Марцан. Вскоре с боями батальон вышел на одну из улиц Берлина, а по ней — к центру города. Участвовал в захвате ратуши. В уличном бою майор Алексеев был контужен, но продолжал управлять батальоном вплоть до капитуляции берлинского гарнизона.
Указом Президиума Верховного Совета СССР от 31 мая 1945 года за образцовое выполнение заданий командования при взятии Берлина, проявленные при этом мужество и героизм майору Алексееву Модесту Алексеевичу присвоено звание Героя Советского Союза с вручением ордена Ленина и медали «Золотая Звезда» (№ 5843).
После войны майор М. А. Алексеев находился в запасе. Жил и работал в Пскове. Скончался 16 марта 1980 года. Похоронен на Орлецовском кладбище Пскова (16 ряд).

## Награды
- Медаль «Золотая Звезда» № 5843 Героя Советского Союза (31.05.1945)
- Орден Ленина (31.05.1945)
- Орден Красного Знамени (12.03.1945)
- Орден Александра Невского (10.06.1944)
- Орден Красной Звезды (13.3.1945)
- Орден Отечественной войны II степени (10.10.1944)
- Медали, в том числе:
  - Медаль «За оборону Сталинграда»
  - Медаль «За освобождение Варшавы»
  - Медаль «За взятие Берлина»
  - Медаль «За победу над Германией в Великой Отечественной войне 1941—1945 гг.»
  - Юбилейная медаль «Двадцать лет Победы в Великой Отечественной войне 1941—1945 гг.»
  - Юбилейная медаль «Тридцать лет Победы в Великой Отечественной войне 1941—1945 гг.»

## Память
- На родине Героя, в рамках празднования Всероссийского Дня Героев Отчества, в школах проводятся уроки Мужества памяти Героев-земляков[1].